# 야기사키역
야기사키역(일본어: 八木崎駅)은 일본 사이타마현 가스카베시에 있는 철도역이다.

## 역 구조
상대식 승강장 2면 2선의 지상역. 역사는 후나바시 방면 승강장 측에 있고, 오미야 방면 승강장은 과선교로 연결되고 있다. 역 업무는 도부 스테이션 서비스에 위탁하고 있다.

### 설비
2009년 3월 10일부터 발차 멜로디가 도입되었다 (오와다역・히가시이와쓰키 역・도요하루 역・가스카베 역과 같은 날에 운용 개시).
2010년도에는 역 구내의 안내판을 픽토그램을 이용하여 디자인을 일신하였다. 승강장에 있던 적하식 역명판과 기존의 노선도는 철거되면서 역명판, 노선도, 소요 시간과 일체형으로 된 자립식 안내판이 설치되었다. 또한, 2010년 9월 초에는 출입구에 있는 역명판도 교체되었다.
자동 개찰기는 5대 설치되어 있다.
자동 매표기는 역사 내 버스 옆에 터치 패널식 기계로 2대 설치되어 있다.
동전 사물함은 역사 바깥의 북서쪽에 설치되어 있다.

### 타는 곳
| 번선 | 노선                | 방향 | 행선                              |
| ---- | ------------------- | ---- | --------------------------------- |
| 1    | 도부 어반 파크 라인 | 하행 | 가스카베 · 가시와 · 후나바시 방면 |
| 2    | 도부 어반 파크 라인 | 상행 | 이와쓰키 · 오미야 방면            |

## 역세권 정보
- 가스카베 시 중앙 공민관
- 가스카베 시 종합 복지 센터
- 가스카베 시립 야기사키 초등학교
- 사이타마 현립 가스카베 고등학교
- 사이타마 현영 야기사키 단지
- 가스카베 하마카와도 우체국
- 가스카베 하치만 신사
- 도쿄전력 가스카베 지사

## 역사
- 1929년 11월 17일: 영업 개시.
- 2004년 10월 19일: 히가시이와쓰키 ~ 가스카베 역간 복선화 완성.
- 2009년
  - 3월 10일: 발차 멜로디 도입.
  - 12월 1일: 역 업무를 도부 스테이션 서비스에 위탁함.
- 2016년 3월 26일: 노다 선에서 급행 운전 개시, 당역은 통과역이다.

## 사진

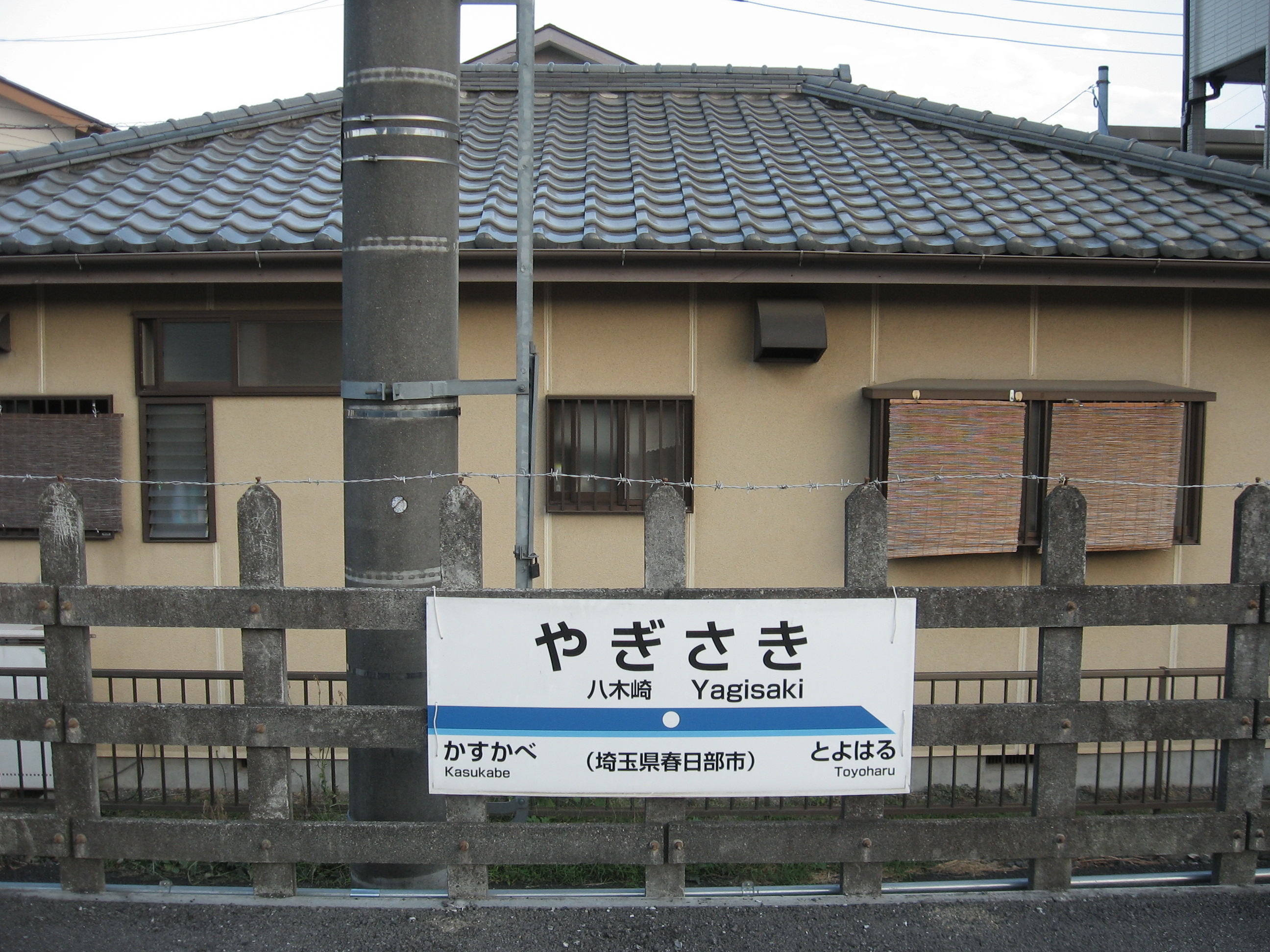
역명판
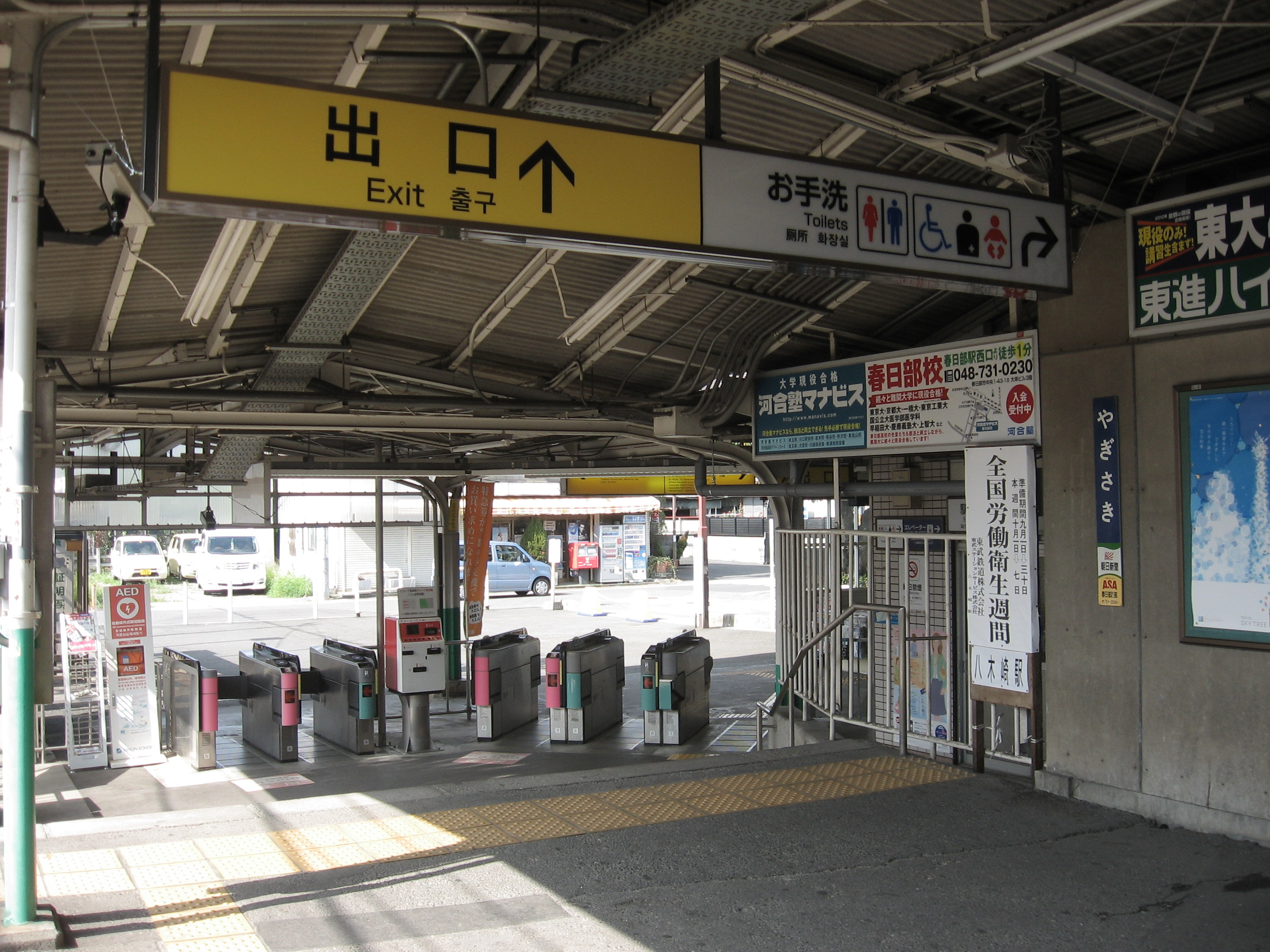
개찰구

## 인접역
| 도부 철도 노다 선          | 도부 철도 노다 선 | 도부 철도 노다 선          |
| -------------------------- | ----------------- | -------------------------- |
| TD 08 도요하루 오미야 방면 |                   | 가스카베 TD 10 가시와 방면 |